# Tris Elies
Tris Elies (gr. Τρεις Ελιές) – wieś w Republice Cypryjskiej, w dystrykcie Limassol. W 2011 roku liczyła 25 mieszkańców.